# Cruzada Saboia
A Cruzada Saboia ou Cruzada Savoia foi criada a partir do mesmo planejamento que levou à Cruzada Alexandrina, uma ideia do papa Urbano V que foi encampada por Amadeu VI, conde de Saboia cujo objetivo era combater o Império Otomano em sua expansão pela Europa oriental. Embora tenha contasse originalmente com a colaboração do Reino da Hungria e do Império Bizantino, ela acabou sendo desviada para atacar o Segundo Império Búlgaro, conseguindo alguns poucos ganhos que acabaram sendo entregues aos bizantinos. Ela pouco conseguiu contra os otomanos, com alguns combates nas redondezas de Constantinopla e em Galípoli.
Sobre a atenção maior dispendida aos búlgaros, o historiador Nicolae Iorga argumenta "que não foi a mesma coisa que uma cruzada, esta expedição parecia mais uma escapada" . Ainda assim, a tomada de Galípoli, de acordo com Oskar Halecki, foi "o primeiro sucesso dos cristãos na defesa da Europa e, ao mesmo tempo, a última grande vitória [sobre os turcos] durante todo o século XIV".

## Preparativos

### Votos
Em 31 de março de 1363, Sexta-Feira Santa, na Avinhão papal, os reis França e Chipre, João II e Pedro I, fizeram votos cruzados de ir à Terra Santa e receberam do papa Urbano V o "sinal da cruz" (signum crucis) para costurarem em suas roupas como sinal do compromisso. Este foi o início da Cruzada Saboia, mesmo tendo João II jamais cumprido o voto pessoalmente e Pedro I, não cooperado em nada com o conde de Saboia na empreitada. Amadeu sequer chegou a realizar o voto cruzado perante o papa até provavelmente 19 de janeiro de 1364, quando um concílio de nobres locais foi realizado em Avinhão para formar uma liga (colligatio) contra as pilhagens das companhias livres. Foi certamente neste ocasião que o papa deu-lhe uma Rosa de Ouro e Amadeu fundou a cavalheiresca da Ordem do Colar para substituir a mais antiga - provavelmente extinta - Ordem do Cisne Negro. Os membros originais da Ordem do Colar era seguidores devotos, provavelmente parentes, de Amadeu e é provável que tenham todos jurado acompanhá-lo na cruzada. Quando ela partiu, todos, com exceção de dois que não puderam ir por estarem enfermos, marcharam para o oriente. A ordem, assim como a cruzada, foi dedicada à Virgem Maria. A data limite estabelecida para a partida foi 1 de março de 1365, embora o papa esperasse que tanto Pedro de Chipre quanto Amadeu de Saboia partissem antes. Ambos perderam o prazo, mas, em 27 de junho, o rei de Chipre tenha partido de Veneza para a Cruzada Alexandrina.
Em maio de 1363, Urbano também havia pedido a Luís I da Hungria para que ele formasse uma cruzada contra os turcos e o rei passou o inverno de 1364-1365 preparando seu exército para uma grande ofensiva que pretendia expulsá-los da Europa. Em janeiro de 1365, dez galés estavam sendo preparadas na Provença para o rei húngaro, que havia também pedido ajuda em Zara e na Dalmácia. Na primavera, Luís invadiu não a Europa turca (Rumélia), mas o norte da Bulgária, que era na época governada pelo segundo filho do tsar, João Esracimir. Ele conquistou e ocupou Vidin, aprisionando Esracimir. Desta forma, ele conseguiu completar sua expedição em tempo de se juntar com Amadeu num ataque conjunto contra os turcos na primavera de 1366.

### Financiamento
Em 1 de abril de 1364, Urbano V tentou ajudar Amadeu a financiar a expedição emitindo uma série de sete bulas concedendo-lhe várias novas fontes de receita. Todos  os "ganhos mal adquiridos" (male acquisita) a partir de roubo, rapina ou usura que não pudessem ser restituídos às vítimas deveriam ser utilizados nos seis anos seguintes pela cruzada. Além disso, "todos os legados, presentes, confiscos, multas e penalidades até então não utilizados que haviam sido herdados, doados, designados ou coletados para as cruzadas à Terra Santa e o esforço de guerra no Condado de Saboia e suas dependências nos doze anos anteriores e pelos próximos seis" deveriam ser entregues ao conde para sua expedição. Finalmente, a igreja deveria pagar um dízimo (um décimo) de seus próprios dízimos para ajudar o conde, com exceção dos sacerdotes que receberam permissão de se juntar à cruzada pessoalmente

### Exército e frota

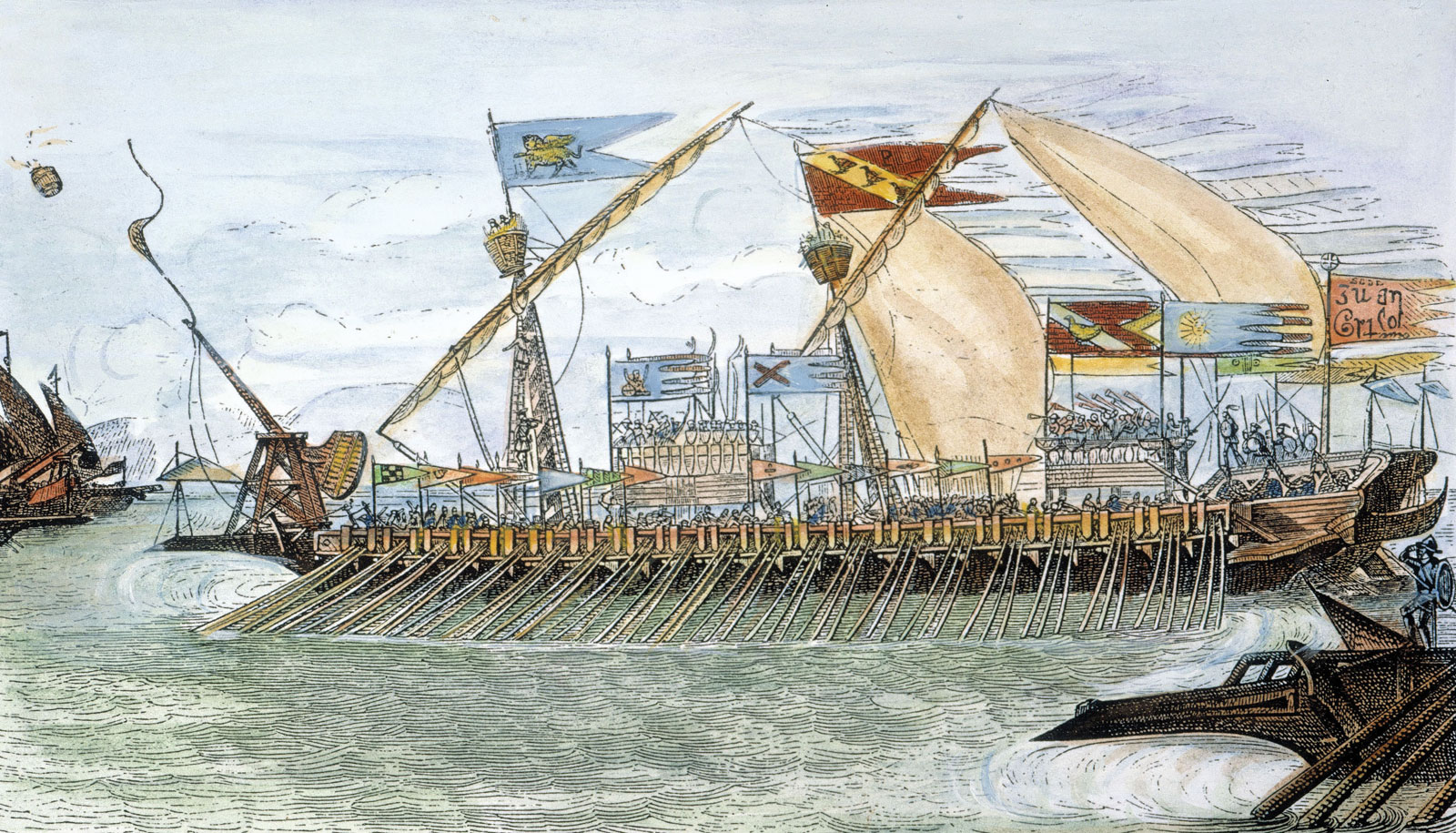
Galé veneziana.

No início de 1366, Amadeu estava em Saboia preparando seu exército, mais da metade do qual composto por seus vassalos hereditários de modo que não faltou quase nenhum de seus parentes. Seu meio-irmão, Ogier e seu sobrinho, Humberto, filho de outro meio-irmão, Humberto, se juntaram. Aimão, irmão mais novo de Jaime de Piemonte, e dois filhos bastardos de Amadeu, ambos chamados Antônio, participaram . Entre os cruzados estavam o cavaleiro Richard Musard, Aimão, herdeiro de Amadeu III de Genebra, que estava doente demais para participar, e Luís de Beaujeu, senhor d'Alloignet, que ia no lugar de Antoine de Beaujeu.

## Viagem ao oriente

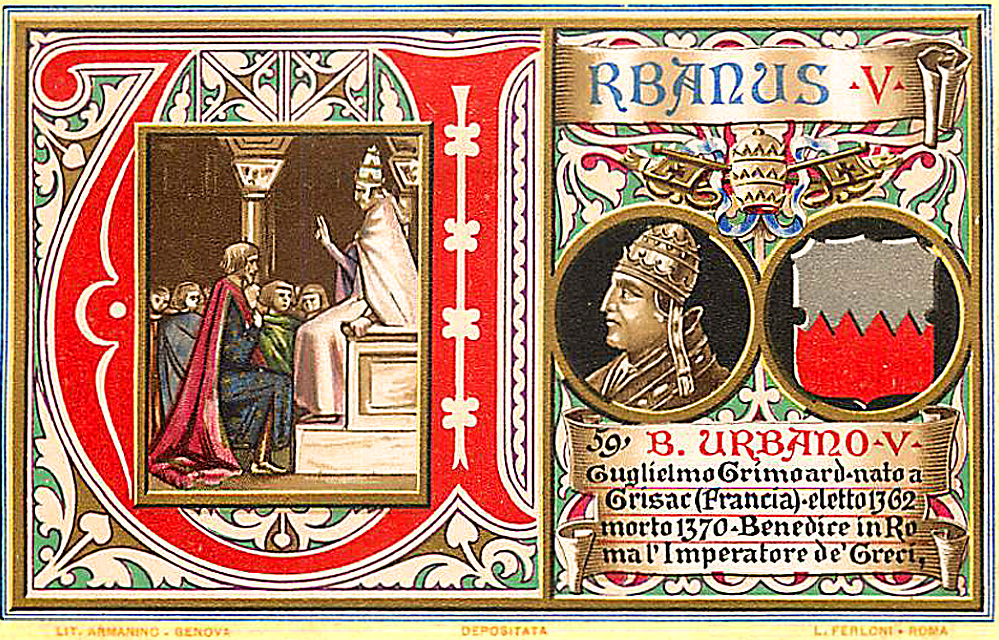
Papa Urbano V recebe o juramento de João V Paleólogo.

### De Saboia a Veneza
Em 3 de janeiro de 1366, em Le Bourget-du-Lac, preparando-se para partir, nomeou sua esposa, Bona de Bourbon, regente em sua ausência, a ser apoiada por um concílio. Talvez como um protesto pelo atraso ou pelo destino proposto - que não era a Terra Santa - em 6 de janeiro Urbano revogou as bulas de 1 de abril de 1364, cortando assim grande parte do financiamento de Amadeu. Embora o conde tenha ido pessoalmente a Avinhão para protestar - e tenha aparentemente recebido a benção papal para continuar sua aventura - as bulas não foram re-emitidas. O conde foi forçado a exigir um imposto geral para sua viagio ultramarino, mas ele não foi coletado até 1368 e o custo do transporte naval teve que ser pago através de empréstimos (10 000 florins) em alguns bancos de Lyon e o empenho da prata da família. Em 8 de fevereiro, Amadeu partiu para Veneza .
Ele alcançou Rivoli em 15 de fevereiro e Pávia, onde seu cunhado, Galeácio II Visconti, governava em meados de março. Ele então deu meia-volta e visitou Saint-Jean-de-Maurienne antes de retornar a Pávia em meados de maio, onde foi padrinho no batismo de seu sobrinho, filho de João Galeácio, João Galeácio II. Sua irmã, a mãe do João Galeácio pai, Bianca, fez-lhe uma doação nesta época e seu cunhado também emprestou-lhe homens e dinheiro: 25 000 florins e 25 homens d'armas, seiscentos brigandi (mercenários) e dezesseis condestáveis comandados pelo seu filho, Cesare, que seriam pagos por Galeácio nos primeiros seis meses. 
Depois de perceber que a Cruzada Alexandrina havia prejudicado suas relações comerciais com os estados islâmicos, a República de Veneza estava pouco disposta a participar da cruzada ou de ajudá-la a chegar ao oriente. Uma carta do papa Urbano em março de 1365 não conseguiu fazer o doge mudar de ideia, mas os emissários de Amadeu conseguiram duas galés (o pedido era de cinco e mais duas fustas). Urbano negociou com a República de Gênova e com a cidade de Marselha para tentar conseguir mais navios, mas a promessa de transporte que ele conseguiu do imperador Carlos IV jamais foi cumprida. Um grande número de mercenários das companhias livres haviam se juntado à cruzada e esperavam em Tournus sob o comando de Arnaldo de Cervole, mas, quando ele foi assassinado em 25 de maio de 1366 perto de Mâcon, eles abandonaram a expedição.
Metade do exército cruzado, sob Étienne de la Baume, partiu de Pávia para Gênova para embarcar na frota que o levaria a Veneza. Em 1 de junho, o resto, sob o comando de Amadeu, partiu para Pádua, onde a família reinante, os Carraresi, ofereceram-lhe seu palácio em Veneza. Em 8 de junho, Amadeu e o exército principal finalmente chegaram a Veneza, onde o doge, informado que o destino final não seria a Terra Santa, mostrou-se mais disposto a ajudar, incluindo homens e navios se os cruzados tomassem Tênedos dos genoveses (o que Amadeu não aceitou). 
Quando chegou a Veneza, o exército da cruzada já estava organizado em três batalhões (batailles) sob o comando geral do marechal Gaspard de Montmayeur: o primeiro era liderado por Amadeu, Gaspard, Aymard de Clermont e os irmãos Guy e Jean de Vienne; o segundo por Étienne de la Baume, o senhor de Basset e Saint-Amour; o terceiro - e maior (o grosse bataille) - incluía os parentes de Amadeu e era comandado por Guillaume de Grandson, primo de Amadeu, Antelme d'Urtières e Florimont de Lesparre.
A partida da frota se deu em 21 de junho.

### De Veneza a Galípoli

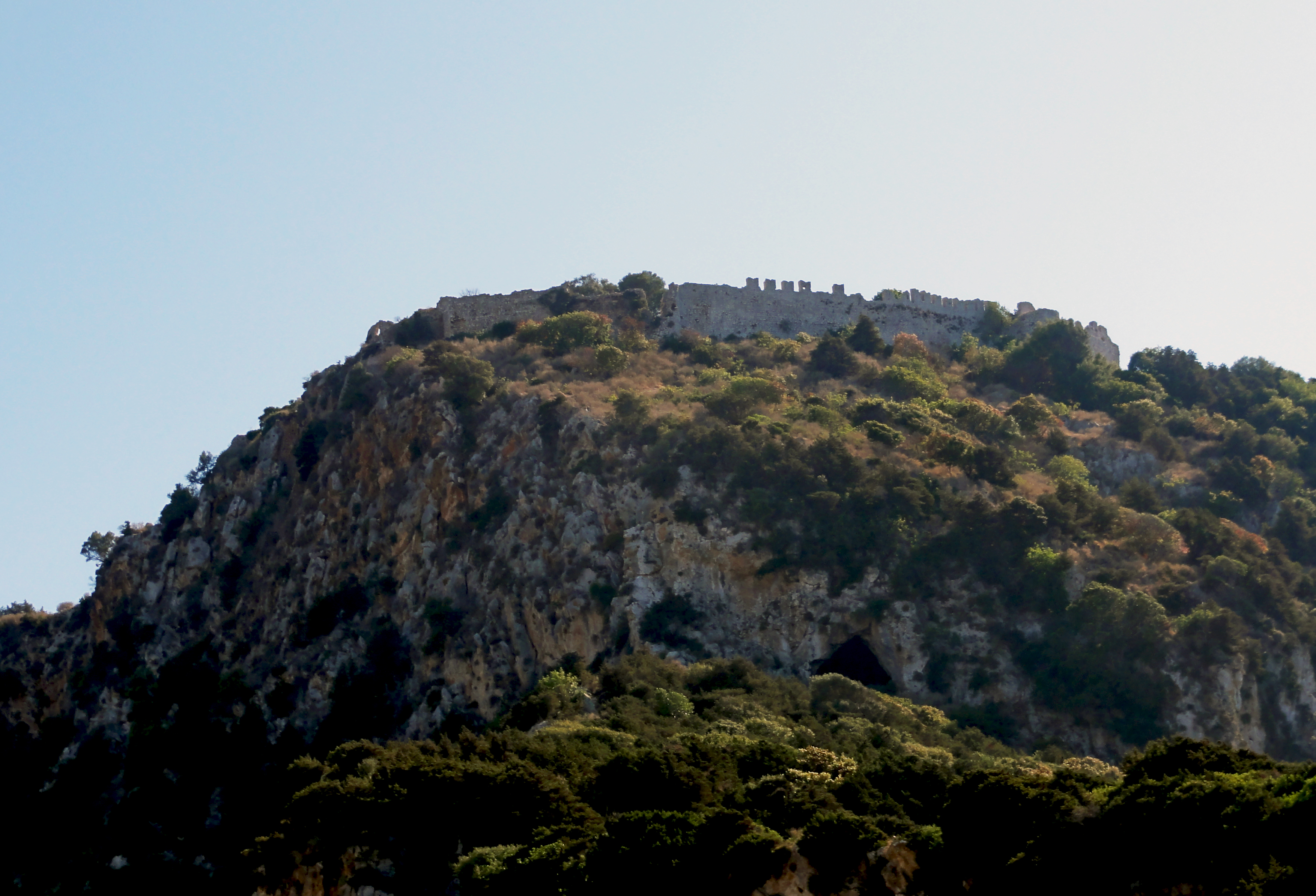
Ruínas do Castelo de Pilos, de onde Amadeu resgatou Maria de Bourbon.

A frota seguiu pela costa da Dalmácia parando em Pula (Pola), Ragusa, Corfu e finalmente em Coroni, que estava sob controle veneziano. Lá, Amadeu soube que Maria de Bourbon, a filha do duque Luís II de Bourbon, irmão de sua esposa Bona, estava sendo cercado em seu castelo de Pilos (Navarino) pelo arcebispo de Patras, Ângelo Acciaioli, que havia tomado suas terras em nome de Filipe de Taranto, cunhado e adversário dela na disputa pela coroa do Principado de Acaia, uma reivindicação que ela fazia em nome do filho, Hugo, cujo pai era o finado Roberto de Taranto. No início de 1366, Maria e Hugo haviam conseguido organizar um exército de mercenários de Chipre e da Provença e tentaram conquistar a força o território que ela reivindicava. Durante as negociações, o castelão de Pilos, Guilherme de Talay, havia prendido Simone del Poggio, o guarda-mor de Filipe de Taranto, nas masmorras do castelo. Quando Amadeu chegou, uma contra-ofensiva liderada pelo arcebispo havia conseguido cercar Maria e Hugo ali e o conde se ofereceu para arbitrar o conflito. Ele determinou que Maria deveria renunciar às suas pretensões sobre Patras e que o arcebispo deveria evacuar suas tropas do sul de Acaia, deixando a região sob o controle de Maria. Depois de resgatar a "donzela em perigo" e de defender os "direitos da igreja", Amadeu voltou para seus navios. 
Em Coroni, a frota veneziana, que estava sendo liderada por Antelme d'Urtières, capitão da galé do conde, se juntou com os genoveses para formar uma frota de quinze navios sob o comando geral do almirante Étienne de la Baume. O exército foi dividido nos navios de acordo com a geografia: havia um navio para os homens de Bresse (Breysse), outro para "os homens de Faucigny" (des gens de Foucignie), outros para os saboianos (Savoye) etc. Todos os navios deveriam navegar à vista dos outros e nenhum à frente do conde, com pesadas multas para quem violasse essas regras. Bandeiras e sinais luminosos permitiam a comunicação entre os navios dia e noite e os sinais de ataque eram dados por trombeteiros no navio do conde. A viagem inteira foi estritamente controlada por Amadeu. De Coroni, a frota seguiu para Agios Georgios em Hidra, Cálcis (em Negroponte) e finalmente Euripo, a última parada antes do território turco.

## Campanhas

### Galípoli

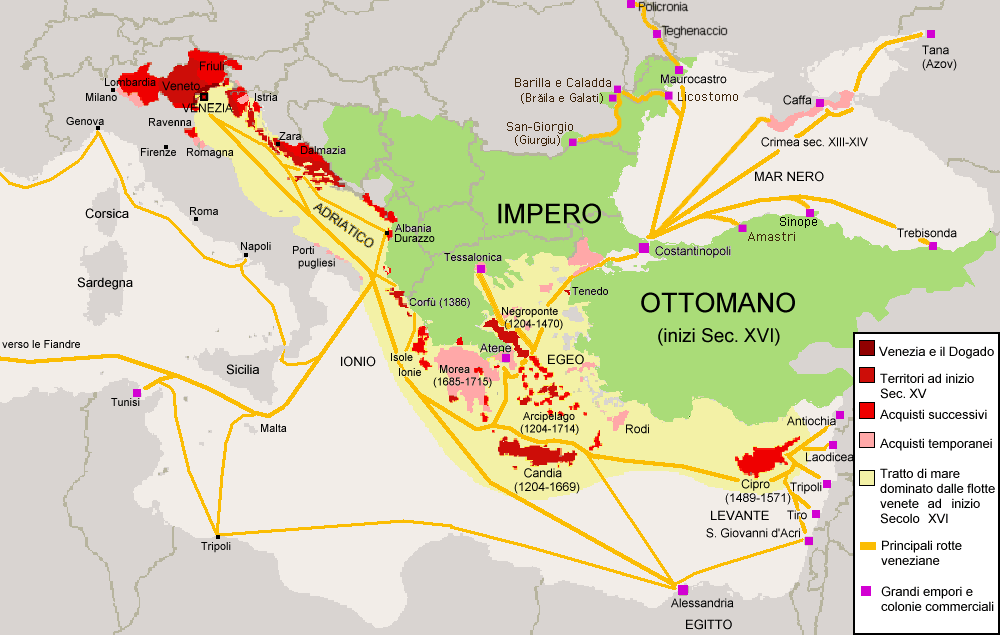
Mapa da República de Veneza em 1400. As principais cidades na rota de Amadeu estão indicadas.

Embora os cruzados ainda esperassem pela ajuda de João V Paleólogo, o imperador bizantino, o papa havia condicionado a ajuda à volta da Igreja Ortodoxa Grega à comunhão com a Igreja Católica Romana - sob a primazia papal - mesmo sendo um dos objetivos da cruzada ajudar os bizantinos contra a pressão turca. Os cruzados também esperavam apoio de Luís I da Hungria, mas tudo o que receberam foram dois escudeiros reais que serviram Amadeu "nas províncias búlgaras" (in partibus Burgarie). Na primavera de 1366, João viajou à corte húngara para aceitar ajuda militar e para fazer um juramento em seu nome e dos filhos de se converter ao catolicismo. Em 1 de julho, o papa Urbano estendeu a Luís os efeitos da indulgência cruzada, mas, numa carta de 22 de julho, o papa suspendeu os privilégios recém-concedidos por um ano, adiando a ajuda aos bizantinos até que eles retornassem de fato à comunhão e convencendo Luís a não ajudar os "cismáticos", embora o papa não o tenha proibido de fazê-lo. Em seu retorno através da Bulgária, atacada recentemente pelo seu novo suposto aliado, João ou foi preso ou cercado pelas forças búlgaras, e foi impedido de voltar para seus domínios, onde seu filho, Andrônico IV, casado com Ceratza, filha do tsar búlgaro, havia tomado controle do governo. Amadeu e João V eram primos de primeiro grau, a mãe deste, Ana de Saboia, era irmã do pai daquele, Aimão.
Depois de ser informado da situação na Bulgária e do posicionamento das forças turcas na Europa, Amadeu liderou sua frota até o Dardanelos, onde se juntou à flotilha liderada por Francisco I Gattilusio, príncipe de Lesbos e genro do imperador bizantino. É possível que a eles tenha se juntado também um destacamento do exército bizantino liderado pelo patriarca de Constantinopla, segundo o relato nos registros de Saboia. A frota combinada atacou Gelibolu (Galípoli), a segunda maior cidade turca na Europa na época, em 22 de agosto. Enquanto o exército iniciava o cerco com um assalto às muralhas, os turcos abandonaram a cidade durante a noite permitindo que os habitantes abrissem os portões aos cruzados pela manhã. As fontes são escassas sobre este evento, mas sabe-se, pelo registro do conde, que tanto a cidade quanto a cidadela estavam sob controle cruzado em 26 de agosto. A guarnição e o comandante foram nomeados para cada uma - Tiago di Luserna para a cidade e Aimão Miguel para a cidadela. Cada um deles foi encarregado não apenas da defesa, mas também de defender a entrada marítima do estreito. Em 27 de agosto, um mensageiro foi enviado para o ocidente para levar notícias da "primeira e mais famosa vitória contra os pagãos turcos".
As crônicas explicam o rápido sucesso como derivado do recuo turco, mas sabe-se também que, em 12 de setembro, em Beyoğlu (Pera), em Constantinopla, o conde estava preparando o funeral de diversos de seus homens que haviam morrido no ataque. Simon de Saint-Amour e Roland de Veissy, ambos da Ordem do Colar, haviam sido mortos, assim como Girard Mareschal de Saboia e Jean d'Yverdon, de Vaudois. Uma grande tempestade no mar de Mármara impediu inicialmente que a força cruzada deixasse a cidade, mas, em 4 de setembro, ela alcançou Constantinopla por mar. A frota desembarcou em Beyoğlu (Pera), o bairro genovês, onde a maior parte dos homens se aquartelou, embora muitos também tenham ido para Gálata, o borgo de Veneciis (bairro veneziano), enquanto o próprio Amadeu comprou uma casa na cidade propriamente dita, que ele teve que mobiliar. 

### Bulgária

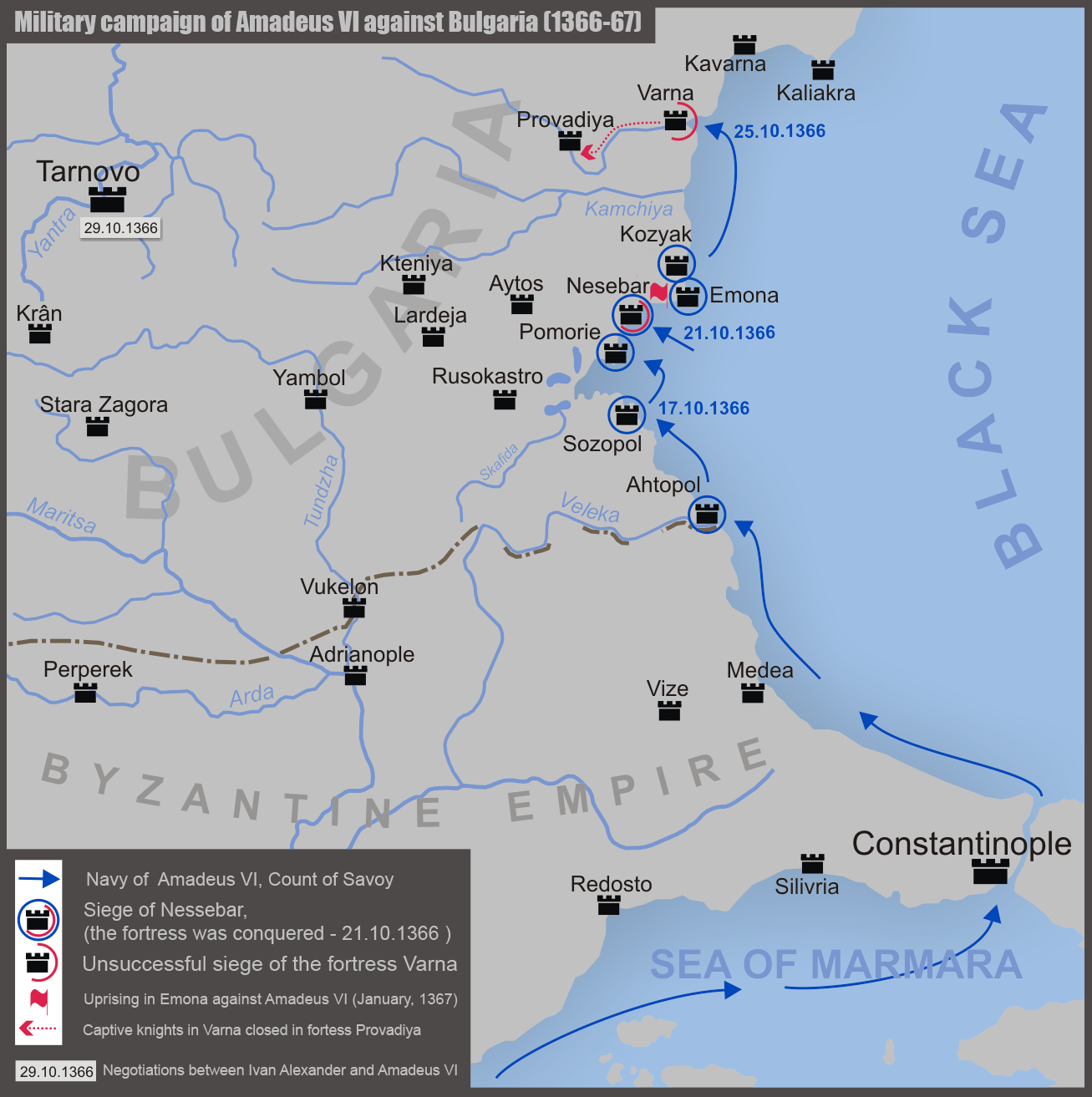
Mapa da campanha na costa do mar Negro da Bulgária.

De Constantinopla, Amadeu enviou uma embaixada a João V, que estava aparentemente em Vidin. Ele parece ter pedido uma intervenção militar para libertá-lo e reconduzi-lo à sua capital. Sua imperatriz, Helena Cantacuzena, ofereceu dinheiro a Amadeu pela ajuda. Embora o conde de Saboia não tivesse permissão do papa para atacar os búlgaros, que eram cristãos (ainda que "cismáticos", por serem ortodoxos). Deixando um contingente em Constantinopla, o conde liderou uma frota pela costa do mar Negro da Bulgária em 4 de outubro. Em dois dias, eles alcançaram o porto de "Lorfenal" (l'Orfenal) e, em seguida, Sozópolis, que havia muito se supunha estar sob controle bizantino, mas que, aparentemente, havia retornado ao controle búlgaro. Nenhum combate foi travado e não é claro se a cidade simplesmente se rendeu ou se cruzados passaram direto por ela. Os registros financeiros de Amadeu VI registram que ele esteve "em Sozópolis" (apud Tisopuli) entre 17 e 19 de outubro, mas é possível que ele tenha acampado fora das muralhas. Ele pode, porém, ter conquistado Burgas. Em 20 de outubro, Mesembria e sua cidadela foram conquistadas. Depois de uma feroz resistência que provocou a morte de muitos cavaleiros e escudeiros cristãos, os mesembrianos foram executados, inclusive mulheres e crianças, e a cidade foi saqueada. Anquíalo, que os saboianos chamavam de Lassillo ou l'Assillo (de Axillo ou Anchialus) foi a próxima e, talvez, também Macrópolis e Escáfida, o que deu aos cruzados o controle sobre o golfo de Burgas.
A região costeira da Bulgária na moderna Dobruja era, nesta época, o semi-independente Principado de Carvuna, governado pelo déspota Dobrotitsa. Sua principal cidade, uma antiga metrópole, era Varna. Em 25 de outubro, os cruzados chegaram diante dos portões da cidade e enviaram uma embaixada aos cidadãos exigindo-lhes a rendição. Eles recusaram, mas prometeram enviar seus próprios emissários ao czar João Sismanes, cuja capital era Tarnovo, pedindo-lhe que permitisse que João V atravessasse a Bulgária, mesmo sabendo que Sismanes não controlava Vidim, que era governada pelo seu irmão, João Esracimir. Neste ínterim, os varnenses abasteceram o exército cruzado e diversas embaixadas foram trocadas entre Tarnovo e o acampamento de Amadeu. Para reforçar sua posição, o conde atacou e capturou Emona (Lemona, l'Emona), uma fortaleza no cabo Emine, mais ao sul. Depois de se renderem, os emonenses se revoltaram e foram aniquilados. Depois de postar ali uma guarnição, Amadeu retornou a Varna.
Conforme a trégua entre Varna e o conde se arrastava, um bando de jovens cruzados se aventurou pelo mar para tomar o pequeno castelo de "Calocastre" num ataque noturno. Eles foram descobertos pelos guardas quando tentavam escalar os muros e foram massacrados. Embora expressando sua desaprovação pelo ato, Amadeu liderou uma expedição retaliatória que resultou no massacre da população de Calocastre. As negociações com os búlgaros continuaram até meados de novembro e, possivelmente por insistência do tsar, Amadeu levantou o cerco de Varna e recuou para Mesembria, deixando apenas uma guarnição em Emona, antes de 18 de novembro. Em 23 de dezembro, Sismanes avisou Amadeu que o imperador recebeu permissão para ir de Vidin até Kaliakra, no território de Dobrotitsa. O conde enviou uma comitiva para recepcionar e esperar o imperador lá e invernou em Mesembria, aproveitando para explorar a cidade o quanto pôde, coletando todo tipo de impostos. No início de janeiro de 1367, o conde mudou sua corte para o outro lado do golfo, para Sozópolis, onde o imperador finalmente chegou em 28 de janeiro pulando a estadia em Kaliakra.

### Vizinhança de Constantinopla

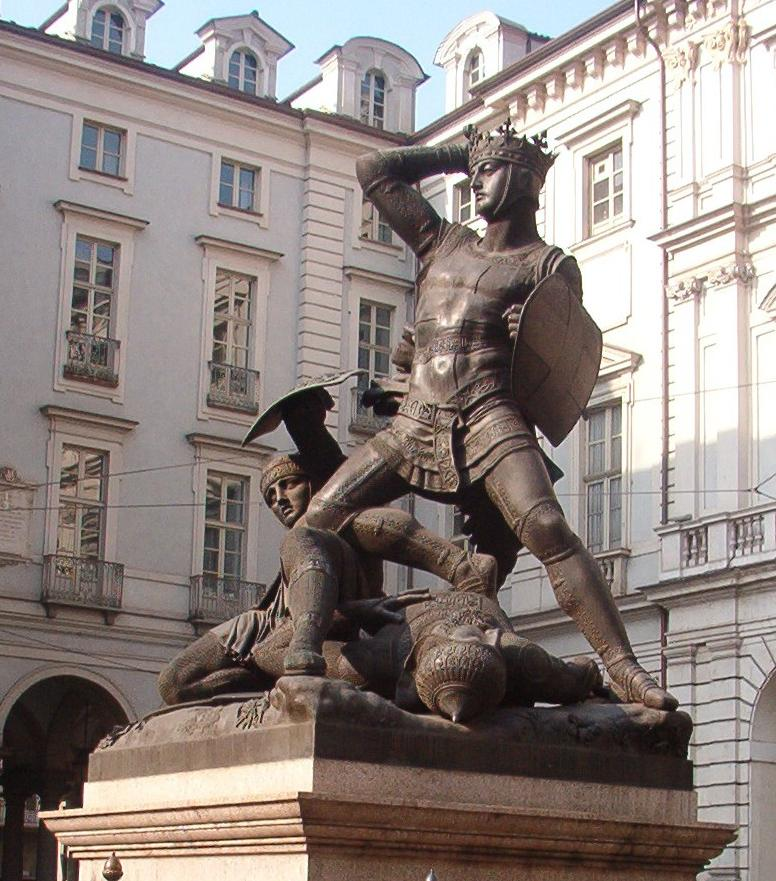
Amadeu VI de Saboia assassinando um turco otomano.

No final de janeiro ou início de fevereiro, os cidadãos de Emona se revoltaram. Em 15 de março, provavelmente depois que o imperador ter partido para Constantinopla com a promessa de livrar a costa das forças de Amadeu em troca das cidades que ele conquistara, Amadeu foi para Mesembria para supervisionar os preparativos para sua partida, inclusive o pagamento do resgate pelos seus homens que ainda estavam presos pelos búlgaros. Em 9 de abril, os cruzados já estavam de volta a Constantinopla, onde, nas palavras dos cronistas saboianos, "o imperador, para receber seu primo, o conde, de forma mais rica e honrada, aprontou sacerdotes, colégios e todas as ordens religiosas, cavalheiros, cidadãos, comerciantes, povo, mulheres e crianças e [eles todos] foram para a praia para recebê-lo, gritando 'Longa vida ao conde de Saboia, que libertou a Grécia [Império Bizantino] dos turcos e o imperador, nosso senhor, das mãos do imperador da Bulgária!'.". Em Constantinopla, João V finalmente concordou em pagar 15 000 florins pelos custos da expedição búlgara, embora somente 10 000 tenha sido recebido no final.
Amadeu ainda pretendia guerrear contra os turcos, mas, desde a captura de Galípoli, faltavam-lhe os meios para fazê-lo. Mesmo assim, em 14 de maio, ele tomou o castelo turco de Eneacossia  na margem norte do Mármara, que o historiador grego João Cantacuzeno descreve como uma "fortaleza perto de Régio", a moderna Küçükçekmece. Um dos soldados saboianos foi recompensado por pregar a bandeira de Saboia no topo de uma torre durante o combate. Naquele mesmo mês, Amadeu teve que marchar apressadamente para o norte para defender Sozópolis de um assalto turco.  Em ou perto de 24 de maio, seus homens incendiaram uma fortaleza turca chamada Caloneyro, provavelmente as ruínas bizantinas em Büyükçekmece. Entre abril e maio, porém, a preocupação maior dos cruzados era pagar os empréstimos feitos junto aos donos da frota e conseguir os fundos para a viagem de volta.

## Viagem de volta
O resto da estadia de Amadeu em Constantinopla foi tomado por negociações pelo fim do Grande Cisma, sem sucesso. E, embora ele tenha estabelecido Paulo de Tebas, o patriarca latino de Constantinopla, em Galípoli e não na capital em deferência aos bizantinos, Paulo retornou para a Itália com os cruzados, que partiu de Constantinopla em 9 de junho de 1367. O conde de Saboia viajou a bordo de uma nova galé que Giovanni di Conte comprou em Pera. Em 13-14 de junho, os cruzados chegaram em Galípoli, onde Amadeus pagou a guarnição e entregou a cidade e a cidadela aos bizantinos. Em 16 de junho, a frota alcançou Tênedos. De 20 a 22, o grupo parou em Cálcis, onde Amadeu pagou quatro pérpiros de ouro a dois menestréis de Rogério de Lauria, vigário-geral do Ducado de Atenas, que chegaram com as congratulações de seu mestre e permaneceram entretendo a corte pelo resto da noite.
Em Cálcis, muitos deixaram a cruzada e foram para Chipre para lutar sob o comando do rei Pedro I, o que prometia mais oportunidades para lutar contra infiéis de verdade (ao contrário de irmãos "cismáticos" de mesma fé). Os cruzados pararam ainda em Methoni (Modon) e Glarentza (Clarência), chegando em Corfu em 10 de julho. Uma semana depois, eles pararam em Ragusa e, em 29 de julho, desembarcaram em Veneza. As notícias de suas vitórias os precederam.
Amadeu permaneceu no Palácio dos Carraresi em Veneza por cinco semanas: pagando as dívidas, agraciando igrejas com presentes de agradecimento, tomando mais empréstimos (8 872 ducados de Bartholomeo Michaelis e 10 346 de Federigo Cornaro). Para terminar de cumprir seus juramentos, Amadeu tinha que levar os embaixadores de João V até Roma. Ele foi por terra até Pávia, onde chegou em 18 de setembro, para esperar sua bagagem, que vinha pelo rio Pó, e seu tesouro, que vinha de Saboia para financiar sua peregrinação final a Roma. Em 25 de setembro, ele partiu para Pisa e, de lá, para Viterbo, onde ele encontrou Urbano e apresentou a embaixada bizantina. Ele seguiu junto com a corte papal até Roma, onde o papa Urbano entrou na cidade em 12 de outubro, o primeiro a fazê-lo desde 1305 (por causa do Cisma de Avinhão). Amadeu permaneceu ali por aproximadamente duas semanas antes de retornar a Chambéry para o Natal, passando por Perúgia, Florença (início de novembro), Pávia (meados de novembro), Parma, Borgo San Donnino e Castel San Giovanni. Por toda a sua viagem Veneza a Roma e depois para Saboia, o conde recebeu honrarias de um cruzado triunfante.

## Perda de Emona e Galípoli
Amadeu havia encarregado a cidade de Emona ao seu filho bastardo, o Antônio "sênior", com uma pequena guarnição. De acordo com os cronistas saboianos Jehan Servion e Jean d'Oronville Cabaret, os habitantes enganaram os saboianos com atos de bondade antes de levá-los para uma emboscada na qual Antônio foi capturado. Ele supostamente morreu numa prisão búlgara. Embora este relato não seja corroborado por fontes mais antigas, é certo que Emona foi perdida para os búlgaros e que este Antônio desapareceu dos registros do pai depois das cruzadas.
Galípoli não foi perdida para os turcos por iniciativa deles. Depois de três anos de guerra civil entre João V e seu filho, Andrônico IV Paleólogo, ela foi entregue a eles por Andrônico como pagamento pela ajuda que recebeu. Ela foi ocupada pelos turcos depois depois de dez anos de domínio cristão no inverno de 1376-1377 pelas tropas do sultão otomano Murade I.